# 丰登镇
丰登镇，是中华人民共和国宁夏回族自治区銀川市金凤区下辖的一个乡镇级行政单位。

## 行政区划
丰登镇下辖以下地区：
西湖村、西新村、新联村、新丰村、联丰村和永丰村。